# У матросов нет вопросов
«У матро́сов нет вопро́сов» — советский комедийный художественный фильм кинорежиссёра Владимира Рогового, снятый по сценарию Аркадия Инина в 1980 году.

## Сюжет
Пассажирский самолёт из-за непогоды совершает вынужденную посадку, и двоим его пассажирам — Але Шаниной (Наталья Казначеева) и Саше Фокину (Вадим Андреев)  — приходится провести вместе несколько дней, во время которых они переживают множество забавных приключений и понимают, что любят друг друга.

## В ролях
Многие актёры из этого фильма снимались в других фильмах Владимира Рогового.
| Актёр                           | Роль                            |
| ------------------------------- | ------------------------------- |
| Вадим Андреев                   | Саша (Александр Иванович) Фокин |
| Наталья Казначеева              | Аля Шанина                      |
| Татьяна Пельтцер                | Клавдия Михайловна              |
| Михаил Пуговкин                 | дядя Миша                       |
| Людмила Хитяева                 | Жанна Петровна                  |
| Евгения Ханаева                 | Анна Евлампиевна                |
| Николай Денисов                 | Сергей                          |
| Вадим Захарченко                | врач                            |
| Георгий Милляр                  | пассажир в вагоне               |
| Юрий Саранцев                   | отец Али                        |
| Георгий Юматов                  | шофёр                           |
| Мария Барабанова                | прохожая                        |
| Борис Гитин                     | начальник аэропорта             |
| Елена Астафьева                 | девушка с микрофоном            |
| Сергей Николаев                 | эпизод                          |
| Евгений Карельских              | эпизод                          |
| Евгений Смирнов                 | ревизор в ресторане             |
| Тамара Яренко (нет в титрах)    | доктор                          |
| Клавдия Хабарова (нет в титрах) | пассажирка                      |

## Съёмки
Съёмки проходили в том числе и в Крыму. Начальные титры идут во время проезда грузовика по старой дороге Ялта — Севастополь к перевалу Байдарские ворота. Герой садится в самолёт перед старым зданием аэропорта Симферополь.

## В культуре
Устойчивое сочетание «У матросов нет вопросов» вошло в речь благодаря этому фильму.